# Domino Records
Pour les articles homonymes, voir Domino.
Domino Records, aussi connu sous le nom de Domino Recording Company, est un label discographique indépendant britannique, basé à Londres, en Angleterre. Il possède également une filière américaine à Brooklyn, et un bureau à Paris, en France.

## Histoire
Domino est fondé en 1993 par Laurence Bell et Jacqui Rice. Le flair de cette maison signant de jeunes groupes s'imposant par la suite parmi les plus gros succès (publics et critiques) rock de cette décennie en fait un label discographique indépendant très en vogue actuellement. Franz Ferdinand, The Kills, Anna Calvi ou Arctic Monkeys figurent notamment à son catalogue, et cohabitent avec des groupes restés beaucoup plus confidentiels. Domino est par ailleurs le label européen d'Elliott Smith, de Sebadoh, de Smog, de Will Oldham et de Pavement.
Domino célèbre son premier album en tête des charts britanniques en octobre 2005 avec l'album You Could Have It So Much Better de Franz Ferdinand et son premier single #1 quelques jours plus tard avec I Bet You Look Good on the Dancefloor des Arctic Monkeys.
En mars 2021, le groupe de shoegazing My Bloody Valentine est signé au label. Cette annonce est accompagnée de la toute première sortie numérique officielle de la discographie du groupe sur les plateformes de streaming.

## Artistes et groupes
- Domino Records UK : Adem Ilhan (en), Anna Calvi, Archie Bronson Outfit, Arctic Monkeys, Bonde do Rolê, The Blueskins, Clearlake, Clinic, Dominic and the Bell Ends, Eugene McGuinness, Farrah, Fat Dog, Flying Saucer Attack, Four Tet, Frànçois and the Atlas Mountains, Franz Ferdinand, Hood, Jon Hopkins, The Kills, The Last Shadow Puppets, Jason Loewenstein, Lou Barlow, The Magnetic Fields, Stephen Malkmus, Max Tundra, Juana Molina, Middle Kids, Movietone, Will Oldham, Orange Juice, Lightspeed Champion, Jim O'Rourke, David Pajo, The Pastels, Pavement, Pram, Psapp, Quasi, Royal Trux, Sebadoh, Silver Jews, Elliott Smith, Smog, Sons and Daughters, Superorganism, Television Personalities, Test Icicles, These New Puritans, The Third Eye Foundation, UNPOC, Wet Leg, Robert Wyatt, et James Yorkston and the Athletes.

- Domino Records USA : Adem Ilhan, Animal Collective, Caribou, Clearlake, Clinic, Farrah, Four Tet, Franz Ferdinand, Future Pilot AKA, Junior Boys, The Notwist, Orange Juice, The Pastels, Sons and Daughters, To Rococo Rot, Ulrich Schnauss, James Yorkston and the Athletes, White Lung, et Protomartyr.

- Geographic Music : Bill Wells Trio, Empress, Future Pilot AKA, International Airport, Kama Aina, Lightships, Maher Shalal Hash Baz, Nagisa ni te, September Collective, Teenage Fanclub et Jad Fair, The Royal We.

- Double Six Records : Bill Ryder-Jones, Jon Hopkins et King Creosote, Bill Wells, The Child of Lov, John Cale, Spiritualized, Steve Mason, Petite Noir, She and Him, Trailer Trash Tracys, Twin Sister, George FitzGerald.

- Weird World : How to Dress Well, Peaking Lights, Smith Westerns, Washed Out, Melody's Echo Chamber, Richard Dawson, Silicon, Wilma Archer.

- Rekords Rekords : Queens of the Stone Age, Mondo Generator, Alain Johannes, Mini Mansions.